# John Rex
John Rex (5 de marzo de 1925, Puerto Elizabeth, Sudáfrica – 18 de diciembre de 2011) era un sociólogo británico nacido en Sudáfrica. Se radicalizó después de trabajar para la Administración de Asuntos Bantú de Sudáfrica y se mudó a Gran Bretaña. Fue profesor en las universidades de Leeds (1949-62) (donde fue un destacado activista de izquierdas), Birmingham (1962-64), Durham (1964-70), Warwick (1970-79 y 1984-90), Aston (1979-84), Toronto (1974-75), Ciudad del Cabo (1991) y Nueva York (1996). También fue miembro del Comité Internacional de Expertos de la UNESCO en Racismo y Prejuicio Racial (1967) y presidente del Comité de Investigación de la Asociación Sociológica Internacional sobre Minorías Raciales y Étnicas (1974-82).
Es considerado como el principal artesano, dentro de la sociología británica, del campo de investigación designado bajo el nombre de «race relations» (en español: relaciones raciales).

## Trabajo académico
Su trabajo académico implicó el análisis del conflicto como un problema clave tanto de la sociedad como de la teoría sociológica. Su libro de 1961, Key Problems of Sociological Theory, fue su primera gran obra en la que se afirmaba que el conflicto era más realista que las anteriores teorías funcionalistas británicas sobre el orden social y la estabilidad del sistema. También es conocido por sus estudios de raza y relaciones étnicas. Analizó la tradición clásica de la sociología, incluidos Karl Marx, Max Weber, Georg Simmel y Émile Durkheim en su libro Discovering Sociology (1973). 
Fue profesor emérito en la Universidad de Warwick. Su vida ha sido descrita por Herminio Martins de la Universidad de Oxford. La teoría y la práctica siempre fueron para él un tema dinámico y llevaron a sus demandas de investigación y comentarios "objetivos" mientras era un radical político involucrado en la Campaña del Reino Unido para el Desarme Nuclear (CND) y la Nueva Revisión de la Izquierda.

## Publicaciones

### Libros
- Rex, John (1961). Key Problems of Sociological Theory. Routledge & K. Paul. ISBN 978-0-7100-6903-0. (reimpresión Taylor & Francis, 1970, ISBN 978-0-7100-6903-0)
- Race, Community and Conflict: a study of Sparkbrook, con R.S.Moore, OUP 1967
- Discovering Sociology, 1973
- Race, Colonialism and the City, 1973
- John Rex, ed. (1974). Approaches to Sociology. Routledge. ISBN 978-0-7100-7825-4.
- Rex, John (1974). Sociology and the Demystification of the Modern World. Taylor & Francis. ISBN 978-0-7100-7858-2.
- John Rex, Sally Tomlinson (1979). Colonial immigrants in a British city: a class analysis. Routledge. ISBN 978-0-7100-0142-9.
- Apartheid and Social Research, ed., Paris: UNESCO 1981
- Social Conflict - A Theoretical and Conceptual Analysis, 1981
- The Ghetto and the Underclass, Aldershot, 1987
- Ethnic Minorities and the Modern Nation State, Londres 1996

### Artículos
Sus artículos incluyen:
- "Ethnic and Race Issues", 1996 (in: Youth and Social Work on the Move, ed. by Amesberger, Schörghuber and Krehan, in: European Union Congress Report, publicado por Institute of Sports Sciences de la Universidad de Viena, Austria.